# Koruza (tehnologija)
KORUZA je slovenski odprtokoden tehnološki projekt za vzpostavitev nizkocenovnih brezžičnih optičnih povezav. Na voljo je kot odprta strojna oprema, ki si jo lahko vsakdo sam sestavi z uporabo 3D tiskanja. Temelji na uporabi obstoječih SFP optičnih modulov in s tem zniža stroške izdelave. Ker uporablja infrardečo svetlobo predstavlja alternativo Wi-Fi in nima težav zaradi nasičenosti spektra in radijskih motenj. Na voljo je v 1 Gb/s in 10 Gb/s izvedbi. Povezava se lahko vzpostavi do 100 m.